# Wappen Nordmazedoniens
Das Wappen Nordmazedoniens wurde ursprünglich durch die Verfassung vom 27. Juli 1946 für die jugoslawische Sozialistische Republik Mazedonien eingeführt und vom unabhängigen Staat Mazedonien 1991 mit kleinen Änderungen übernommen. Am 16. November 2009 wurde der rote Stern an der Spitze aus dem Wappen entfernt; seitdem ist die heute gültige Version in Gebrauch.

## Beschreibung
Das Wappen besteht aus einem symmetrischen Kranz aus Weizenähren, Tabakblättern und Mohnfrüchten, verbunden durch ein Band mit dem rot-weißen Muster einer traditionellen Tracht. 
Im ovalen Raum inmitten des Kranzes befindet sich eine aufgehende goldene Sonne hinter einem blauen Berg, zu dessen Füßen Flüsse und Seen abgebildet sind. Das Wappen soll den Reichtum des Landes, den Kampf und die Freiheit repräsentieren. Vorbild für den Aufbau des Wappens war das Staatswappen der Sowjetunion, dessen Schema viele Wappen sozialistischer Staaten wiederholten und das sich auch heute noch in einigen Staatswappen wiederfindet.

## Geschichte
Nach der Unabhängigkeit scheiterten bisher alle Versuche, ein neues Wappen einzuführen. Ein Vorschlag von 1992, ein altes nationales Symbol Nordmazedoniens, einen goldenen Löwen in rotem Schild, als Wappen einzusetzen, scheiterte am Widerstand der albanischen Volksgruppe und an der Tatsache, dass sowohl nordmazedonische Parteien wie die VMRO-DPMNE als auch das bulgarische Wappen dieses Motiv verwenden. In der Folge wird das Wappen auf nordmazedonischen Pässen erst seit 2005 abgebildet.
Im Jahr 2009 wurde das Wappen leicht verändert, indem der an der Spitze angebrachte fünfzackige, rote, gold geränderte Stern, das traditionelle Symbol des Kommunismus, entfernt wurde.

Wappenvorschlag von 1992
Wappenvorschlag von 2014
Wappen Bulgariens zum Vergleich